# Свіні (Техас)
Свіні (англ. Sweeny) — місто (англ. city) в США, в окрузі Бразорія штату Техас. Населення — 3626 осіб (2020).

## Географія
Свіні розташоване за координатами 29°2′46″ пн. ш. 95°41′54″ зх. д. / 29.04611° пн. ш. 95.69833° зх. д. (29.046031, -95.698269).  За даними Бюро перепису населення США в 2010 році місто мало площу 5,15 км², уся площа — суходіл.

## Демографія
Згідно з переписом 2010 року, у місті мешкали 3684 особи в 1381 домогосподарстві у складі 969 родин. Густота населення становила 715 осіб/км².  Було 1558 помешкань (302/км²).
Расовий склад населення:
| - 72,4 % — білих - 19,5 % — чорних або афроамериканців - 0,8 % — корінних американців - 0,4 % — азіатів - 5,2 % — осіб інших рас |

До двох чи більше рас належало 1,6 %. Частка іспаномовних становила 16,4 % від усіх жителів.
За віковим діапазоном населення розподілялося таким чином: 28,9 % — особи молодші 18 років, 56,0 % — особи у віці 18—64 років, 15,1 % — особи у віці 65 років та старші. Медіана віку мешканця становила 36,5 року. На 100 осіб жіночої статі у місті припадало 93,1 чоловіків;  на 100 жінок у віці від 18 років та старших — 86,6 чоловіків також старших 18 років.
Середній дохід на одне домашнє господарство  становив 54 960 доларів США (медіана — 46 989), а середній дохід на одну сім'ю — 67 689 доларів (медіана — 71 630). За межею бідності перебувало 27,6 % осіб, у тому числі 43,6 % дітей у віці до 18 років та 8,7 % осіб у віці 65 років та старших.
Цивільне працевлаштоване населення становило 1308 осіб. Основні галузі зайнятості: виробництво — 31,0 %, освіта, охорона здоров'я та соціальна допомога — 19,9 %, будівництво — 11,3 %, роздрібна торгівля — 9,1 %.